# تشارلز فريدريكس
تشارلز فريدريكس (بالإنجليزية: Charles Fredericks)‏ هو ممثل أمريكي، ولد في 5 سبتمبر 1918 في كولومبوس في الولايات المتحدة، وتوفي في 14 مايو 1970 في شيرمان أوكس في الولايات المتحدة.

## أعمال

### أفلام
- (1964) سيدتي الجميلة[2]

## وصلات خارجية
- تشارلز فريدريكس على موقع IMDb (الإنجليزية)
- تشارلز فريدريكس على موقع ميوزك برينز (الإنجليزية)
- تشارلز فريدريكس على موقع أول موفي (الإنجليزية)
- تشارلز فريدريكس على موقع قاعدة بيانات برودواي على الإنترنت (الإنجليزية)
- تشارلز فريدريكس على موقع قاعدة بيانات الفيلم (الإنجليزية)